# Episodi di Genitori in blue jeans (quinta stagione)
La quinta stagione della serie televisiva Genitori in blue jeans è stata trasmessa in anteprima negli Stati Uniti dalla ABC tra il 20 settembre 1989 e il 2 maggio 1990.
| nº | Titolo originale                   | Titolo italiano                  | Prima TV USA      | Prima TV Italia |
| -- | ---------------------------------- | -------------------------------- | ----------------- | --------------- |
| 1  | Anger with Love                    | Promessi sposi                   | 20 settembre 1989 |                 |
| 2  | Mike and Julie's Wedding           | Domani sposi                     | 27 settembre 1989 |                 |
| 3  | Carol Meets the Real World         | L'Università della vita          | 4 ottobre 1989    |                 |
| 4  | Fish Bait                          | Il pesce che ride                | 11 ottobre 1989   |                 |
| 5  | Teach Me                           | Un agente per cambiare           | 18 ottobre 1989   |                 |
| 6  | Carol's Papers                     | I compiti di Carol               | 25 ottobre 1989   |                 |
| 7  | Coughing Boy                       | Il ragazzo che tossisce          | 1º novembre 1989  |                 |
| 8  | The New Deal (Part 1 e 2)          | I patti sono patti (1 e 2 parte) | 8 novembre 1989   |                 |
| 9  | The New Deal (Part 1 e 2)          | I patti sono patti (1 e 2 parte) | 15 novembre 1989  |                 |
| 10 | Paper Route                        | Giro di consegne                 | 22 novembre 1989  |                 |
| 11 | Five Grand                         | Un ricco anticipo                | 29 novembre 1989  |                 |
| 12 | Carol's Promotion                  | Una ragazza in carriera          | 6 dicembre 1989   |                 |
| 13 | Ben and Mike's Excellent Adventure | Notte brava                      | 13 dicembre 1989  |                 |
| 14 | The Triangle                       | Il triangolo                     | 3 gennaio 1990    |                 |
| 15 | The Return of the Triangle         | Il triangolo 2                   | 10 gennaio 1990   |                 |
| 16 | The Home Show                      | Festa di beneficenza             | 17 gennaio 1990   |                 |
| 17 | Jason vs. Maggie                   | L'orecchino della discordia      | 24 gennaio 1990   |                 |
| 18 | Mike, Kate and Julie               | San Valentino                    | 31 gennaio 1990   |                 |
| 19 | Mike, the Teacher                  | L'insegnante perfetto            | 7 febbraio 1990   |                 |
| 20 | Carol in Jail                      | Auto in prova                    | 14 febbraio 1990  |                 |
| 21 | Future Shock                       | Il sogno di Maggie               | 21 febbraio 1990  |                 |
| 22 | Cheating                           | Copiare o non copiare...         | 14 marzo 1990     |                 |
| 23 | Mike the Director                  | Professione regista              | 21 marzo 1990     |                 |
| 24 | Weekend at Mike's                  | Weekend da Mike                  | 4 aprile 1990     |                 |
| 25 | Ben's Movie                        | Ciak si gira                     | 25 aprile 1990    |                 |
| 26 | Where There's a Will               | Psichiatra sognatore             | 2 maggio 1990     |                 |